# Coppa Italia 1974-1975
La Coppa Italia 1974-1975 fu la 28ª edizione della manifestazione calcistica. Iniziò il 28 agosto 1974 e si concluse il 28 giugno 1975.

## Avvenimenti

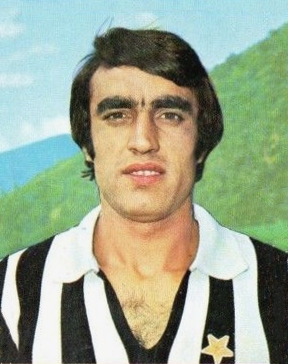
Lo juventino Pietro Anastasi, capocannoniere dell'edizione con 9 reti.

La prima fase precampionato della manifestazione fu assolutamente priva di sorprese: tutte le favorite si imposero nei rispettivi gruppi. Le uniche emozioni vennero dal girone 5, comprendente le due romane: ebbe la meglio la Roma che concluse il raggruppamento a punteggio pieno sconfiggendo anche i rivali cittadini della Lazio appena laureatisi Campioni d'Italia.
La seconda fase, a cui si aggiunse il Bologna detentore della manifestazione, vide quindi sfidarsi otto grandi formazioni di Serie A: nel primo raggruppamento la Fiorentina si qualificò in finale grazie alla migliore differenza reti rispetto a quella del Torino; nel secondo invece, che includeva i detentori del torneo, le due milanesi e la Juventus, ebbe la meglio il Milan.
La finale, giocata all'Olimpico, fu altrettanto spettacolare quanto la manifestazione: si imposero i viola per 3-2 dopo essere stati raggiunti per due volte dai rossoneri. Per i toscani fu la loro quarta coppa nazionale.

## Risultati

### Primo turno

#### Girone 1
| Squadra              | P.ti | G | V | N | P | GF | GS | DR |
| -------------------- | ---- | - | - | - | - | -- | -- | -- |
| 1. Inter             | 8    | 4 | 4 | 0 | 0 | 9  | 3  | +6 |
| 2. Novara            | 5    | 4 | 2 | 1 | 1 | 2  | 2  | 0  |
| 3. Brindisi          | 3    | 4 | 1 | 1 | 2 | 6  | 6  | 0  |
| 4. Lanerossi Vicenza | 3    | 4 | 1 | 1 | 2 | 5  | 6  | -1 |
| 5. Ascoli            | 1    | 4 | 0 | 1 | 3 | 1  | 6  | -5 |

| Arbitro: | Lenardon (Siena) |

|                                     |           |          |
| Mariani 53’ Giubertoni 75’ Moro 82’ | Marcatori | 24’ Gola |

| Arbitro: | Turiano (Reggio Calabria) |

|                             |           |                               |
| Sormani 11’, 23’ Vitali 46’ | Marcatori | 32’, 73’ Marino 79’ Chiarenza |

| Macerata 1 settembre 1974, ore 17:00 CEST 2ª giornata | Ascoli            | 0 – 0 referto | Novara | Stadio Helvia Recina\| Arbitro: \| V.Lattanzi (Roma) \| |
| Arbitro:                                              | V.Lattanzi (Roma) |               |        |                                                         |

| Arbitro: | Panzino (Catanzaro) |

|            |           |                            |
| Marino 83’ | Marcatori | 61’ Mariani 74’ Boninsegna |

| Arbitro: | Menegali (Roma) |

|  |           |             |
|  | Marcatori | 26’ Sormani |

| Arbitro: | Benedetti (Roma) |

|                           |           |  |
| Boninsegna 27’ Nicoli 85’ | Marcatori |  |

| Arbitro: | Chiapponi (Livorno) |

|                         |           |  |
| Marino 9’ Chiarenza 20’ | Marcatori |  |

| Arbitro: | Marino (Taranto) |

|            |           |  |
| Delneri 2’ | Marcatori |  |

| Arbitro: | Ciulli (Roma) |

|                   |           |                                   |
| Vitali 48’ (rig.) | Marcatori | 26’ (rig.) Boninsegna 30’ Bertini |

| Arbitro: | Marino (Genova) |

|                       |           |  |
| Cantarelli 54’ (aut.) | Marcatori |  |

#### Girone 2
| Squadra      | P.ti | G | V | N | P | GF | GS | DR |
| ------------ | ---- | - | - | - | - | -- | -- | -- |
| 1. Napoli    | 8    | 4 | 4 | 0 | 0 | 8  | 2  | +6 |
| 2. Verona    | 5    | 4 | 2 | 1 | 1 | 6  | 4  | +2 |
| 3. SPAL      | 3    | 4 | 1 | 1 | 2 | 4  | 5  | -1 |
| 4. Catanzaro | 2    | 4 | 0 | 2 | 2 | 3  | 5  | -2 |
| 5. Sampdoria | 2    | 4 | 0 | 2 | 2 | 1  | 6  | -5 |

| Arbitro: | Agnolin (Bassano del Grappa) |

|                                    |           |  |
| Pogliana 63’ Braglia 75’ Massa 80’ | Marcatori |  |

| Arbitro: | Pieri (Genova) |

|                  |           |             |
| Pezzato 15’, 18’ | Marcatori | 41’ Palanca |

| Genova 1 settembre 1974, ore 17:00 CEST 2ª giornata | Sampdoria       | 0 – 0 referto | SPAL | Stadio Luigi Ferraris\| Arbitro: \| Mascia (Milano) \| |
| Arbitro:                                            | Mascia (Milano) |               |      |                                                        |

| Arbitro: | Picasso (Chiavari) |

|                   |           |                                 |
| Favaro 16’ (aut.) | Marcatori | 27’ (rig.) Esposito 85’ Braglia |

| Arbitro: | Schena (Foggia) |

|              |           |            |
| Arbitrio 67’ | Marcatori | 73’ Zigoni |

| Arbitro: | Gonella (Torino) |

|               |           |                    |
| Pelliccia 19’ | Marcatori | 39’, 41’ Orlandini |

| Arbitro: | Busalacchi (Palermo) |

|             |           |                |
| Ranieri 20’ | Marcatori | 80’ De Giorgis |

| Arbitro: | R.Lattanzi (Roma) |

|                       |           |              |
| Sirena 15’ Zigoni 73’ | Marcatori | 57’ Mongardi |

| Arbitro: | Menicucci (Firenze) |

|  |           |                       |
|  | Marcatori | 16’ Sirena 89’ Turini |

| Arbitro: | Baldoni (Ancona) |

|                    |           |  |
| Clerici 24’ (rig.) | Marcatori |  |

#### Girone 3
| Squadra     | P.ti | G | V | N | P | GF | GS | DR  |
| ----------- | ---- | - | - | - | - | -- | -- | --- |
| 1. Juventus | 8    | 4 | 4 | 0 | 0 | 12 | 2  | +10 |
| 2. Varese   | 5    | 4 | 2 | 1 | 1 | 4  | 5  | -1  |
| 3. Reggiana | 3    | 4 | 1 | 1 | 2 | 1  | 4  | -3  |
| 4. Avellino | 2    | 4 | 1 | 0 | 3 | 3  | 5  | -2  |
| 5. Taranto  | 2    | 4 | 0 | 2 | 2 | 1  | 5  | -4  |

| Arbitro: | Ciulli (Roma) |

|                  |           |  |
| Giannattasio 90’ | Marcatori |  |

| Arbitro: | Prati (Parma) |

|                                          |           |  |
| Anastasi 7’ Damiani 39’, 57’ Bettega 59’ | Marcatori |  |

| Arbitro: | Barbaresco (Cormons) |

|  |           |                          |
|  | Marcatori | 69’ Capello 79’ Anastasi |

| Taranto 1 settembre 1974, ore 17:00 CEST 2ª giornata | Taranto         | 0 – 0 referto | Varese | Stadio Salinella\| Arbitro: \| Artico (Padova) \| |
| Arbitro:                                             | Artico (Padova) |               |        |                                                   |

| Arbitro: | V.Lattanzi (Roma) |

|                                           |           |                     |
| Damiani 10’, 36’ Anastasi 65’, 90’ (rig.) | Marcatori | 40’ (rig.) Listanti |

| Arbitro: | Mascali (Desenzano del Garda) |

|                    |           |  |
| Logozzo 40’ (aut.) | Marcatori |  |

| Taranto 15 settembre 1974, ore 16:30 CEST 4ª giornata | Taranto        | 0 – 0 referto | Reggiana | Stadio Salinella\| Arbitro: \| Frasso (Capua) \| |
| Arbitro:                                              | Frasso (Capua) |               |          |                                                  |

| Arbitro: | Mattei (Macerata) |

|                 |           |             |
| Libera 48’, 75’ | Marcatori | 26’ Ferrari |

| Arbitro: | Casarin (Milano) |

|             |           |                       |
| Ferrari 90’ | Marcatori | 33’ Bettega 85’ Viola |

| Arbitro: | Ambrosio (Napoli) |

|                |           |  |
| Libera 1’, 25’ | Marcatori |  |

#### Girone 4
| Squadra           | P.ti | G | V | N | P | GF | GS | DR |
| ----------------- | ---- | - | - | - | - | -- | -- | -- |
| 1. Torino         | 8    | 4 | 4 | 0 | 0 | 6  | 1  | +5 |
| 2. Sambenedettese | 4    | 4 | 2 | 0 | 2 | 3  | 2  | +1 |
| 3. Como           | 4    | 4 | 1 | 2 | 1 | 5  | 5  | 0  |
| 4. Arezzo         | 2    | 4 | 0 | 2 | 2 | 4  | 7  | -3 |
| 5. Cagliari       | 2    | 4 | 0 | 2 | 2 | 3  | 6  | -3 |

| Arbitro: | Benedetti (Roma) |

|             |           |                  |
| Zazzaro 32’ | Marcatori | 9’, 13’ Graziani |

| Arbitro: | Turiano (Reggio Calabria) |

|              |           |  |
| Basilico 31’ | Marcatori |  |

| Arbitro: | Lanzetti (Viterbo) |

|             |           |  |
| Pozzato 15’ | Marcatori |  |

| Arbitro: | Casarin (Milano) |

|                                |           |  |
| Mascetti 11’ Pulici 25’ (rig.) | Marcatori |  |

| Arbitro: | Moretto (San Donà di Piave) |

|          |           |              |
| Gori 56’ | Marcatori | 37’ Di Prete |

| Arbitro: | Reggiani (Bologna) |

|  |           |            |
|  | Marcatori | 82’ Pulici |

| Arbitro: | Barboni (Firenze) |

|                         |           |                            |
| Riva 41’ Quagliozzi 72’ | Marcatori | 80’ Ulivieri 89’ Scanziani |

| Arbitro: | Andreoli (Padova) |

|                           |           |  |
| Simonato 14’ Chimenti 76’ | Marcatori |  |

| Arbitro: | Foschi (Forlì) |

|                             |           |                               |
| Musa 21’ (rig.), 81’ (rig.) | Marcatori | 49’ Rossi 87’ (rig.) Lombardi |

| Arbitro: | Zanchetta (Treviso) |

|              |           |  |
| Graziani 60’ | Marcatori |  |

#### Girone 5
| Squadra     | P.ti | G | V | N | P | GF | GS | DR |
| ----------- | ---- | - | - | - | - | -- | -- | -- |
| 1. Roma     | 8    | 4 | 4 | 0 | 0 | 11 | 3  | +8 |
| 2. Pescara  | 5    | 4 | 2 | 1 | 1 | 6  | 5  | +1 |
| 3. Atalanta | 3    | 4 | 0 | 3 | 1 | 0  | 3  | -3 |
| 4. Lazio    | 2    | 4 | 0 | 2 | 2 | 3  | 5  | -2 |
| 5. Genoa    | 2    | 4 | 0 | 2 | 2 | 2  | 6  | -4 |

| Bergamo 28 agosto 1974, ore 21:00 CEST 1ª giornata | Atalanta       | 0 – 0 referto | Lazio | Stadio Comunale\| Arbitro: \| Trono (Torino) \| |
| Arbitro:                                           | Trono (Torino) |               |       |                                                 |

| Arbitro: | Moretto (San Donà di Piave) |

|                                        |           |                                     |
| Cordova 4’, 86’ Morini 17’ Spadoni 25’ | Marcatori | 26’ (rig.), 56’ Nobili 72’ Zucchini |

| Arbitro: | Lazzaroni (Milano) |

|                          |           |                      |
| D'Amico 13’ Petrelli 42’ | Marcatori | 27’ Mutti 37’ Pruzzo |

| Pescara 1 settembre 1974, ore 17:30 CEST 2ª giornata | Pescara                    | 0 – 0 referto | Atalanta | Stadio Adriatico\| Arbitro: \| Trinchieri (Reggio Emilia) \| |
| Arbitro:                                             | Trinchieri (Reggio Emilia) |               |          |                                                              |

| Arbitro: | Michelotti (Parma) |

|  |           |                                               |
|  | Marcatori | 29’ (aut.) Mosti 49’ Prati 75’ (aut.) Gregori |

| Arbitro: | Ciacci (Firenze) |

|                             |           |             |
| De Marchi 43’ Ciardella 89’ | Marcatori | 25’ Martini |

| Arbitro: | Agnolin (Bassano del Grappa) |

|  |           |           |
|  | Marcatori | 8’ Serato |

| Arbitro: | Gialluisi (Barletta) |

|                                  |           |  |
| Cordova 23’ Morini 25’ Prati 81’ | Marcatori |  |

| Arbitro: | Picasso (Chiavari) |

|  |           |           |
|  | Marcatori | 61’ Prati |

| Bergamo 22 settembre 1974, ore 16:30 CEST 5ª giornata | Atalanta          | 0 – 0 referto | Genoa | Stadio Comunale\| Arbitro: \| Sancini (Bologna) \| |
| Arbitro:                                              | Sancini (Bologna) |               |       |                                                    |

#### Girone 6
| Squadra    | P.ti | G | V | N | P | GF | GS | DR |
| ---------- | ---- | - | - | - | - | -- | -- | -- |
| 1. Milan   | 6    | 4 | 2 | 2 | 0 | 7  | 2  | +5 |
| 2. Cesena  | 5    | 4 | 1 | 3 | 0 | 4  | 1  | +3 |
| 3. Parma   | 4    | 4 | 1 | 2 | 1 | 4  | 5  | -1 |
| 4. Perugia | 3    | 4 | 1 | 1 | 2 | 2  | 5  | -3 |
| 5. Brescia | 2    | 4 | 0 | 2 | 2 | 1  | 5  | -4 |

| Arbitro: | Terpin (Trieste) |

|              |           |                                      |
| Bertuzzo 43’ | Marcatori | 70’ Daolio 78’ Barone 83’ Corbellini |

| Arbitro: | Lops (Torino) |

|                              |           |  |
| Urban 9’ Bertarelli 40’, 80’ | Marcatori |  |

| Milano 1 settembre 1974, ore 21:00 CEST 2ª giornata | Milan                | 0 – 0 referto | Brescia | Stadio San Siro\| Arbitro: \| Gialluisi (Barletta) \| |
| Arbitro:                                            | Gialluisi (Barletta) |               |         |                                                       |

| Parma 1 settembre 1974, ore 17:30 CEST 2ª giornata | Parma           | 0 – 0 referto | Cesena | Stadio Ennio Tardini\| Arbitro: \| Schena (Foggia) \| |
| Arbitro:                                           | Schena (Foggia) |               |        |                                                       |

| Brescia 8 settembre 1974, ore 17:00 CEST 3ª giornata | Brescia         | 0 – 0 referto | Cesena | Stadio Mario Rigamonti\| Arbitro: \| Milan (Treviso) \| |
| Arbitro:                                             | Milan (Treviso) |               |        |                                                         |

| Arbitro: | Serafino (Roma) |

|  |           |                 |
|  | Marcatori | 9’, 14’ Calloni |

| Arbitro: | Levrero (Genova) |

|                                                |           |              |
| Bigon 53’ Benetti 62’ Calloni 71’ Chiarugi 85’ | Marcatori | 55’ Beccaria |

| Arbitro: | Esposito (Torre Annunziata) |

|                        |           |  |
| Amenta 79’ Marchei 90’ | Marcatori |  |

| Arbitro: | Panzino (Catanzaro) |

|           |           |              |
| Festa 68’ | Marcatori | 81’ Sabadini |

| Parma 22 settembre 1974, ore 16:30 CEST 5ª giornata | Parma               | 0 – 0 referto | Perugia | Stadio Ennio Tardini\| Arbitro: \| Lo Bello (Siracusa) \| |
| Arbitro:                                            | Lo Bello (Siracusa) |               |         |                                                           |

#### Girone 7
| Squadra        | P.ti | G | V | N | P | GF | GS | DR |
| -------------- | ---- | - | - | - | - | -- | -- | -- |
| 1. Fiorentina  | 7    | 4 | 3 | 1 | 0 | 5  | 2  | +3 |
| 2. Ternana     | 6    | 4 | 2 | 2 | 0 | 8  | 2  | +6 |
| 3. Foggia      | 3    | 4 | 1 | 1 | 2 | 3  | 5  | -2 |
| 4. Palermo     | 2    | 4 | 1 | 0 | 3 | 3  | 3  | 0  |
| 5. Alessandria | 2    | 4 | 1 | 0 | 3 | 2  | 9  | -7 |

| Arbitro: | Celli (Trieste) |

|                               |           |  |
| Volpato 3’ Manueli 57’ (rig.) | Marcatori |  |

| Arbitro: | Levrero (Genova) |

|                  |           |  |
| Merlo 38’ (rig.) | Marcatori |  |

| Arbitro: | Falasca (Chieti) |

|                                  |           |  |
| Majo 30’ Pepe 67’ Barlassina 89’ | Marcatori |  |

| Arbitro: | Vannucchi (Bologna) |

|            |           |                |
| Traini 60’ | Marcatori | 78’ Lorenzetti |

| Arbitro: | Gussoni (Tradate) |

|  |           |                    |
|  | Marcatori | 15’ (aut.) Maldera |

| Arbitro: | Prati (Parma) |

|  |           |             |
|  | Marcatori | 27’ Petrini |

| Arbitro: | Trono (Torino) |

|           |           |                    |
| Roggi 49’ | Marcatori | 89’ (rig.) Benatti |

| Arbitro: | Barbaresco (Cormons) |

|               |           |  |
| Fumagalli 16’ | Marcatori |  |

| Arbitro: | Lazzaroni (Milano) |

|                 |           |                      |
| Enzo 76’ (rig.) | Marcatori | 7’ Caso 84’ Saltutti |

| Arbitro: | Trinchieri (Reggio Emilia) |

|                                          |           |  |
| Petrini 33’, 73’, 78’, 83’ Garritano 39’ | Marcatori |  |

### Secondo turno
Alle squadre già qualificate per il secondo turno si aggiunge il Bologna, qualificato automaticamente come detentore del trofeo.

#### Girone A
| Squadra       | P.ti | G | V | N | P | GF | GS | DR |
| ------------- | ---- | - | - | - | - | -- | -- | -- |
| 1. Fiorentina | 7    | 6 | 3 | 1 | 2 | 10 | 7  | +3 |
| 2. Torino     | 7    | 6 | 3 | 1 | 2 | 7  | 5  | +2 |
| 3. Roma       | 5    | 6 | 1 | 3 | 2 | 5  | 7  | -2 |
| 4. Napoli     | 5    | 6 | 2 | 1 | 3 | 4  | 7  | -3 |

| Arbitro: | Serafino (Roma) |

|              |           |  |
| Burgnich 47’ | Marcatori |  |

| Arbitro: | Michelotti (Parma) |

|                                        |           |  |
| Graziani 12’ Pulici 20’ Zaccarelli 66’ | Marcatori |  |

| Arbitro: | Lazzaroni (Milano) |

|                                             |           |                   |
| Graziani 36’ (aut.) Speggiorin 49’ Rosi 82’ | Marcatori | 57’ (rig.) Pulici |

| Roma 29 maggio 1975, ore 21:00 CET 2ª giornata | Roma              | 0 – 0 referto | Napoli | Stadio Olimpico\| Arbitro: \| Gussoni (Tradate) \| |
| Arbitro:                                       | Gussoni (Tradate) |               |        |                                                    |

| Arbitro: | Prati (Parma) |

|                        |           |           |
| Antognoni 50’ Rosi 80’ | Marcatori | 76’ Prati |

| Arbitro: | Casarin (Milano) |

|                    |           |           |
| Quadri 7’ Sala 40’ | Marcatori | 18’ Massa |

| Arbitro: | R.Lattanzi (Roma) |

|                                          |           |             |
| Casarsa 40’ (rig.) Caso 69’ Desolati 81’ | Marcatori | 51’ Braglia |

| Roma 15 giugno 1975, ore 21:00 CEST 4ª giornata | Roma                 | 0 – 0 referto | Torino | Stadio Olimpico\| Arbitro: \| Gialluisi (Barletta) \| |
| Arbitro:                                        | Gialluisi (Barletta) |               |        |                                                       |

| Arbitro: | Vannucchi (Bologna) |

|  |           |                |
|  | Marcatori | 28’, 78’ Prati |

| Arbitro: | Panzino (Catanzaro) |

|             |           |  |
| Mozzini 82’ | Marcatori |  |

| Arbitro: | Reggiani (Bologna) |

|               |           |  |
| Ferradini 60’ | Marcatori |  |

| Arbitro: | Casarin (Milano) |

|                       |           |                  |
| Prati 20’, 75’ (rig.) | Marcatori | 5’, 34’ Desolati |

#### Girone B
| Squadra     | P.ti | G | V | N | P | GF | GS | DR |
| ----------- | ---- | - | - | - | - | -- | -- | -- |
| 1. Milan    | 9    | 6 | 4 | 1 | 1 | 8  | 3  | +5 |
| 2. Juventus | 8    | 6 | 4 | 0 | 2 | 15 | 6  | +9 |
| 3. Inter    | 4    | 6 | 1 | 2 | 3 | 4  | 9  | -5 |
| 4. Bologna  | 3    | 6 | 1 | 1 | 4 | 2  | 11 | -9 |

| Arbitro: | Menegali (Roma) |

|  |           |                                                   |
|  | Marcatori | 9’, 45’, 81’ Anastasi 10’ (aut.) Cresci 75’ Viola |

| Arbitro: | Panzino (Catanzaro) |

|  |           |              |
|  | Marcatori | 81’ Sabadini |

| Arbitro: | R.Lattanzi (Roma) |

|           |           |                              |
| Viola 53’ | Marcatori | 58’ Boninsegna 81’ Facchetti |

| Arbitro: | Ciacci (Firenze) |

|             |           |  |
| Calloni 55’ | Marcatori |  |

| Bologna 12 giugno 1975, ore 21:00 CEST 3ª giornata | Bologna           | 0 – 0 referto | Inter | Stadio Comunale\| Arbitro: \| Andreoli (Padova) \| |
| Arbitro:                                           | Andreoli (Padova) |               |       |                                                    |

| Arbitro: | Serafino (Roma) |

|           |           |  |
| Bigon 76’ | Marcatori |  |

| Arbitro: | Bergamo (Livorno) |

|             |           |  |
| Bettega 60’ | Marcatori |  |

| Milano 15 giugno 1975, ore 21:00 CEST 4ª giornata | Milan                        | 0 – 0 referto | Inter | Stadio San Siro\| Arbitro: \| Agnolin (Bassano del Grappa) \| |
| Arbitro:                                          | Agnolin (Bassano del Grappa) |               |       |                                                               |

| Arbitro: | Ciulli (Roma) |

|                |           |                                            |
| Massimelli 33’ | Marcatori | 35’, 71’ Calloni 58’ Biasiolo 80’ Chiarugi |

| Arbitro: | Trinchieri (Reggio Emilia) |

|                            |           |                                                           |
| Boninsegna 21’, 70’ (rig.) | Marcatori | 2’, 48’ Anastasi 34’, 55’ Viola 53’ Scirea 65’ Cuccureddu |

| Arbitro: | Celli (Trieste) |

|  |           |             |
|  | Marcatori | 85’ Ferrara |

| Arbitro: | Barboni (Firenze) |

|                        |           |             |
| Scirea 12’ Damiani 35’ | Marcatori | 60’ Sartori |

### Finale
| Arbitro: | Michelotti (Parma) |

| |              | |
| Casarsa 14’ (rig.) Guerini 54’ Rosi 67’ | Marcatori    | 20’ Bigon 65’ Chiarugi |
| · Franco Superchi · 46’ Bruno Beatrice · Moreno Roggi · Vincenzo Guerini · Ennio Pellegrini · Mauro Della Martira · Domenico Caso · Claudio Merlo · Gianfranco Casarsa · Giancarlo Antognoni · Claudio Desolati | Formazioni   | · Enrico Albertosi · Giuseppe Sabadini 60’ · Luciano Zecchini · Maurizio Turone · Aldo Bet · Aldo Maldera · Duino Gorin · Romeo Benetti · Egidio Calloni · Alberto Bigon · Luciano Chiarugi |
| · 46’ 47’ Giuseppe Lelj · 47’ Paolo Rosi | Sostituzioni | · Giorgio Biasiolo 60’ |
| Mario Mazzoni | Allenatori   | Gustavo Giagnoni |